# Alianza Liberal Nicaragüense
Alianza Liberal Nicaragüense (ALN) – nikaraguańska partia polityczna założona w 2005 roku przez Eduardo Montealegre oraz innych rozłamowców z PLC, którzy byli przeciwni ówczesnemu prezydentowi Nikaragui Arnoldo Alemánowi, który mimo oskarżeń o korupcję i udowodnienia winy nadal przewodził jako głowa państwa. Wkrótce po postawieniu mu zarzutów został skazany na 20 lat pozbawienia wolności za korupcję oraz malwersację publicznych pieniędzy. Montealegre jest także przeciwny paktowi zwanemu „El Pacto”, który związał Alemán, oraz PLC wraz z Sandinistami (FSNL), których przywództwem jest Daniel Ortega.
Partia założyła koalicję oraz współpracuje z innymi partiami o poglądach liberalnych w tym z Niezależną Partią Liberalną. ALN jest również w sojuszu z Nikaraguańską Partią Konserwatywną (PC), z którą obecnie tworzy koalicje wyborczą ALN-PC oraz innymi mniejszymi partiami które jednakże posiadają duże znaczenie historyczne.
W czasie kampanii wyborczej w 2006 roku partia dołączyła do sojuszu wyborczego w skład której wchodziły m.in. Ruch Demokratyczny oraz Socjal-Konserwatywna Partia Nikaragui. Celem w sojuszu było uzyskania jak najlepszego wyniku wyborczego zarówno w wyborach prezydenckich, jak i parlamentarnych. Kandydat partii w wyborach prezydenckich, Eduardo Montealegre zdobył 28% głosów i zajął drugie miejsce zaraz za Danielem Ortegą. W wyborach parlamentarnych, koalicja ALN-PC zajęła trzecie miejsce, wprowadzając do parlamentu 23 posłów.